# Суму-Эль
Суму-Эль (аморейск. «Имя (или отпрыск) Эля») — царь Ларсы, царь Шумера и Аккада, правил приблизительно в 1895 — 1866 годах до н. э.

## Царствование
Как и все предыдущие цари Ларсы, с возможным исключением Забайи, Суму-Эль носил аморейское имя. Его имя, как правило пишущееся как su-mu-AN, должно читаться śumu-‘el или śumu-‘ila, со значением «Потомок/отпрыск (букв. имя) Эля».
Суму-Эль проводил активную завоевательную политику. Уже в 4-й год своего правления (1892/1891 год до н. э.) он разрушил город Акусум и нанёс поражение армии Казаллу. На следующий год он разгромил армию города Урука. В 8-й год правления (1888/1887 год до н. э.) Суму-Эль действует уже на юге своего царства, где он завоевал город Пи-Наратим (букв. «Устье рек», этот город, по-видимому, находился по южную сторону лагуны у самого Персидского залива, возможно недалеко от современной Басры). Пытаясь получить контроль над водами Евфрата, что было чрезвычайно важно для Ларсы, расположенной в низовьях этой реки, Суму-Эль в 10-й год своего правления (1886/1885 год до н. э.) завоёвывает город Сабум, а также маленькие деревеньки по берегам Евфрата. В следующем 11-м году он одержал важную победу, разгромив войска города Киша.
В 15-й год (1881/1880 год до н. э.) Суму-Эль вновь разгромил армию Казаллу и их царя, а в следующем году захватил важный в стратегическом плане городок Нанна-иша. То что Суму-Эль вёл боевые действия далеко на севере, успешно воюя с царствами Казаллу и Киша, оставив Исин в тылу, говорит о том, что царство Исин в тот период было слабо и не представляло угрозы для царя Ларсы. Года за два до своей смерти Суму-Эль даже овладел Ниппуром, отняв его у царя Исина Эрра-имитти. Незадолго до этого, в 23-й год своего правления (1873/1872 год до н. э.) он посадил свою дочь Эн-шакиаг-Нанна (букв. «Жрица, которую Нанна любит в своём сердце») жрицей-энтум в Уре (по-видимому, её предшественница была исиянкой, скорее всего дочерью Ур-Нинурты). Также упоминается захват и разрушение города Уммы, правда неизвестно в какой период царствования Суму-Эля это произошло.
Два запечатанных документа, происходящие, вероятно, из Марада, дают указания на династический брак между Шат-Син, дочери Суму-Эля и Ибни-шаду царя Марада-Казаллу. Оттиск печати на этих документах говорит: «Шат-Син, дочь Суму-Эля, невеста … супругу Ибни-шаду».
В правление Суму-Эля царство Ларсы достигло наивысшего могущества. Суму-Эль стал первым (и единственным до Рим-Сина) обожествлённым правителем Ларсы. Возможно, это нововведение каким-то образом связано с захватом Ниппура в предпоследний год его царствования. Ведь власть над Ниппуром предполагала контроль над храмом Энлиля — божественного покровителя царей. Однако в дальнейшем Ниппур, вплоть до правления Рим-Сина, переходил из рук в руки — сначала он принадлежал Ларсе, потом — Исину и наоборот, став для этих городов настоящим камнем преткновения, из-за которого начинались все войны между ними.
Согласно списку царей Ларсы правил Суму-Эль 29 лет.

## Список датировочных формул Суму-Эля
|                             | |
| 1 год 1895 / 1894 до н. э.  | Год, когда Суму-Эль [стал] царём mu su-mu-el3 lugal |
| 2 год 1894 / 1893 до н. э.  | Год, когда царь Суму-Эль преподнёс серебряную статую в храм Уту mu su-mu-el3 lugal-e alan ku3-babbar e2-dutu-sze3 i-ni-in-ku4-re                                               |
| 3 год 1893 / 1892 до н. э.  | Год, когда [Суму-Эль] изготовил двух медных львов для великолепных внешних ворот Инанны mu ur-mah urudu 2-a-bi ka2 mah bar-ra dinanna-sze3 i-ni-in-ku4-rehu-mu-du3 / hu-mu-gub |
| 4 год 1892 / 1891 до н. э.  | Год, когда Акусум был разрушен, а армия Казаллу была сражена оружием mu a-ku-uski ba-hul u3 ugnim ka-zal-luki gisztukul ba-dab5 / ba-sig3                                      |
| 5 год 1891 / 1890 до н. э.  | Год, когда армия Урука была поражена оружием mu ugnim unugki-ga gisztukul ba-an-dab5                                                                                           |
| 6 год 1890 / 1889 до н. э.  | Год, когда царь Суму-Эль избрал эн-жрицу Уту и привёл её в храм Уту mu su-mu-el3 lugal en-dutu ba-hun-ga2 e2-dutu-sze3 mu-na-ku4                                               |
| 7 год 1889 / 1888 до н. э.  | Год, когда канал [названный] Лугаль-Син / Шаррум-Син (букв. «Царь Син») был вырыт mu id2-lugal-den.zu-na / id2-szarrum-dsin-na ba-ba-al                                        |
| 8 год 1888 / 1887 до н. э.  | Год, когда город Пи-наратим был разрушен mu uru-ka-id2-da / uru-pi4-na-ra-tim / al-pi4-na-ra-tim ba-an-hul                                                                     |
| 9 год 1887 / 1886 до н. э.  | Год после года, когда город Пи-наратим был разрушен mu us2-sa uru-ka-id2-da / uru-pi4-na-ra-tim ba-hul                                                                         |
| 10 год 1886 / 1885 до н. э. | Год, когда город Сабум и маленькие деревеньки на берегу Евфрата были захвачены mu uru sa-bu-umki uru-tur-turki gu2 id2-buranun-na ba-an-dab5-dab5                              |
| 11 год 1885 / 1884 до н. э. | Год, когда армия Киша была поражена оружием mu ugnim kiszki gisztukul ba-an-dab5 / ba-an-sig3                                                                                  |
| 12 год 1884 / 1883 до н. э. | Год после года, когда армия Киша была поражена оружием mu us2-sa ugnim kiszki gisztukul ba-an-dab5 / ba-an-sig3                                                                |
| 13 год 1883 / 1882 до н. э. | Второй год после года, когда армия Киша была поражена оружием mu us2-sa-a-bi ugnim kiszki gisztukul ba-an-dab5 / ba-an-sig3                                                    |
| 14 год 1882 / 1881 до н. э. | Третий год после года, когда армия Киша была поражена оружием mu us2-sa 4-bi ugnim kiszki gisztukul ba-sig3                                                                    |
| 15 год 1881 / 1880 до н. э. | Год, когда царь Суму-Эль победил со своим оружием армию Казаллу и их царя mu su-mu-el3 ugnim ka-zal-luki lugal-bi gisztukul ba-sig3                                            |
| 16 год 1880 / 1879 до н. э. | Год, когда Суму-Эль захватил город / селение Нанна-иша (букв. «Нанна благосклонен») mu su-mu-el3 e2-duru5 nanna-i3-sza6ki ba-an-dab5                                           |
| 17 год 1879 / 1878 до н. э. | Год после года, когда Суму-Эль захватил город / селение Нанна-иша mu us2-sa su-mu-el3 e2-duru5 nanna-i3-sza6ki ba-an-dab5                                                      |
| 18 год 1878 / 1877 до н. э. | Второй год после года, когда Суму-Эль захватил город / селение Нанна-иша mu us2-sa-a-bi su-mu-el3 e2-duru5 nanna-i3-sza6ki ba-an-dab5                                          |
| 19 год 1877 / 1876 до н. э. | Третий год после года, когда Суму-Эль захватил город / селение Нанна-иша mu us2-sa 4-bi su-mu-el3 e2-duru5 nanna-i3-sza6ki ba-an-dab5                                          |
| 20 год 1876 / 1875 до н. э. | Год, когда Евфрат был запружен mu id2-buranun-na ba-an-keszda2 / ba-si-i-gi-a                                                                                                  |
| 21 год 1875 / 1874 до н. э. | Год за годом, когда Евфрат был запружен mu us2-sa id2-buranun-na ba-an-keszda2 / ba-si-i-gi-a                                                                                  |
| 22 год 1874 / 1873 до н. э. | Второй год после года, когда Евфрат был запружен mu us2-sa-a-bi id2-buranun-na ba-an-keszda2 / ba-si-i-gi-a                                                                    |
| 23 год 1873 / 1872 до н. э. | Год, когда Эн-шакиаг-Нанна (букв. «Жрица, которую Нанна любит в своём сердце») энту-жрицей Нанна была избрана mu en-dnanna en-sza3-ki-ag2-dnanna ba-hun-ga2                    |
| 24 год 1872 / 1871 до н. э. | Год после года, когда энту-жрица Нанна была избрана mu us2-sa en-dnanna ba-hun-ga2                                                                                             |
| 25 год 1871 / 1870 до н. э. | Второй год после года, когда энту-жрица Нанна была избрана mu us2-sa 3-kam en-dnanna ba-hun-ga2-a                                                                              |
| 26 год 1870 / 1869 до н. э. | Третий год после года, когда энту-жрица Нанна была избрана mu us2-sa 4-kam en-dnanna ba-hun-ga2-a                                                                              |
| 27 год 1869 / 1868 до н. э. | Четвёртый год после года, когда энту-жрица Нанна была избрана mu us2-sa 5-kam en-dnanna ba-hun-ga2-a                                                                           |
| 28 год 1868 / 1867 до н. э. | Пятый год после года, когда энту-жрица Нанна была избрана mu us2-sa 6-kam en-dnanna ba-hun-ga2-a                                                                               |
| 29 год 1867 / 1866 до н. э. | Шестой год после года, когда энту-жрица Нанна была избрана mu us2-sa 7-kam en-dnanna ba-hun-ga2-a                                                                              |
| a                           | Год, когда Умма была разрушена (tablet W. Lambert) mu ummaki ba-hul |